# 福爾肯 (北卡羅萊納州)
福爾肯（英語：Falcon）是一個位於美國北卡羅萊納州坎伯蘭縣的城鎮。

## 人口
根據2020年美國人口普查的數據，福爾肯的面積為3.66平方千米，當中陸地面積為3.65平方千米，而水域面積為0.01平方千米。當地共有人口324人，而人口密度為每平方千米89人。